# Кирил Гривек
Кирил Илиев Добрев, с псевдоним Кирил Гривек, е български писател.

## Биография
Роден е на 10 юни 1896 г. във Варна в семейство на търговец, притежател на склад за дървен материал. Завършва френския колеж „Свети Августин“ в Пловдив и Висшата търговска академия в Берлин. През 1915 г. за пръв път печата стихове в списание „Светлина“. В 1923 г., заедно с други варненци, основава Дом на изкуствата и печата. През 1925 г. редактира във Варна вестник „Време“. Сътрудничи на вестниците „Литературен глас“, „Вестник на жената“, „Мир“, списанията „Всеобщ преглед“, „Морски сговор“, „Седмичен преглед“, „Развитие“, „Духовно-обществен преглед“, „Читалищен преглед“, „Сила“, „Свободна дума“, „Обществена обнова“, „Съвременно изкуство“, „Съвременна илюстрация“, „Знание и труд“ и др. От 1932 г. живее в София и работи като стопански съветник в Дирекцията по печата към Министерството на външните работи и изповеданията. След Деветосептемврийския преврат през 1944 г. е съкратен и става книжар. Умира през 1987 г.

## Творчество
Пише разкази, повести, пиеси. Автор е на пиесите „Мареви“ (пиеса в 4 действия, 1935), „Божия“ (пиеса в 3 действия, 1942), стихосбирката „Мръква“ (1919), сборници с разкази, сред които „Панаирът в Лайпциг“ (1934), „Разкази на моряка“ (1936), „Пламъци“ (1939), „Велики времена. На война – в мир“ (1941), два романа – „Моряци“ (1938) и „След разрива“ (1940). В годините на социализма издава „Ведия“ (новели, 1947), „Страници на един живот. Спомени и срещи“ (1987), пише и за деца – „Лъвът и маймунката“ (1963), „Котаракът и мишката-съюзници“ (1969), „Маймунката и морето“ (приказка, 1979) „Детски години“ (Биографични разкази, 1986)..